# منطقة إيواء المبيدات
منطقة الملجأ' هي إجراء مضاد لمقاومة المبيدات في الزراعة، ففي هذه التقنية تُرسّم قطعتين متجاورتين من الأرض تُطبّق على إحداهما مبيد حشري والأخرى لا يُطبّق عليها وهي الملجأ، حيث أن المقاومة تتطور بالتزامن مع التطبيق، إلا أن هناك حاجة إلى طريقة أكثر تعقيدًا للتعامل مع المشكلة وليس مجرد استخدام مبيد آفات معين أو عدم استخدامه، حيث يُشجع الملجأ إجمالي السكان على الحفاظ على انتشار أقل للمقاومة عن طريق تقسيمهم إلى مجموعتين: السكان الذين يستخدمون المبيد والسكان الذين لا يستخدمونه،ومع مرور الوقت سيطور السكان الذين يستخدمون مبيدات الآفات المقاومة وستكون مقاومة أكثر انتشارًا، وفي الوقت نفسه سيظل القسم الآخر ساذجًا في استخدام المبيدات، ومع ذلك فإن الحيلة هنا هي أن نسبة أكبر من السكان الرئيسيين سوف يموتون مما يسمح للمبيدات الحشرية في علم الوراثة البسيط التكاثر بنجاح أكبر داخل المنطقة الإجمالية، وبالتالي السيطرة على إجمالي السكان.
يشيع اليوم استخدام ما يُعرف بـ «Refugia» أو االملجأ  خاصة للحفاظ على الفعالية في المحاصيل المعدلة وراثيًا المعدلة بعصوية تورنجية.